# Junta de Traslaloma
Junta de Traslaloma és un municipi de la província de Burgos a la comunitat autònoma de Castella i Lleó. Forma part de la comarca de Las Merindades. Comprèn les localitats de:
| Entitat Local Menor | Localitat           | Població 2007 |
| ------------------- | ------------------- | ------------- |
| Castrobarto         | Castrobarto         | 46            |
| Colina              | Colina              | 19            |
| Cubillos            | Cubillos            | 28            |
| Las Eras            | Las Eras            | 17            |
| Lastras de las Eras | Lastras de las Eras | 17            |
| Tabliega            | Tabliega            | 17            |
| Villalacre          | Villalacre          | 18            |
| Villatarás          | Villatarás          | 18            |
| Villaventín         | Villaventín         | 12            |
|                     | Muga                | (deshabitat)  |

## Demografia
| 1991 | 1996 | 2001 | 2004 |
| ---- | ---- | ---- | ---- |
| 250  | 218  | 184  | 200  |